# Clemente d'Olera
Clemente d'Olera (Moneglia, 20 giugno 1501 – Roma, 6 gennaio 1568) è stato un cardinale e vescovo cattolico italiano.

## Biografia
Nacque il 20 giugno 1501.
Papa Paolo IV lo elevò al rango di cardinale nel concistoro del 15 marzo 1557.
Partecipò al conclave del 1559 che elesse Pio IV e quello del 1566 che elesse Pio V.
Morì il 6 gennaio 1568 all'età di 66 anni nell'Ospedale di San Giacomo degli Incurabili, a cui donò la sua intera eredità.

## Successione apostolica
La successione apostolica è:
- Cardinale Benedetto Lomellini (1565)
- Vescovo Alvise Dolfin (1565)
- Vescovo Tommaso Orsini (1566)